# Советская милиция
Советская милиция — милиция (правоохранительный орган) Советской России, других советских республик в 1917—1922 годах, а также милиция СССР в 1922—1991 годах.

## 1917—1924 годы
После Октябрьской революции декретом НКВД РСФСР «О рабочей милиции» от 28 октября (10 ноября по новому стилю) 1917 года было установлено:

«Все Советы рабочих и солдатских депутатов учреждают рабочую милицию. Рабочая милиция находится всецело и исключительно в ведении Совета рабочих и солдатских депутатов, Военная и гражданская власти обязаны содействовать вооружению рабочей милиции и снабжению её техническими силами вплоть до снабжения её казённым оружием, Настоящий закон вводится в действие по телеграфу».

Именно эта дата — 10 ноября 1917 года — стала праздником сначала в РСФСР как «День рабоче-крестьянской милиции», а после 1945 года общесоюзный «День советской милиции». Пройдя через большое количество реорганизаций, милиция просуществовала в России до 1 марта 2011 года, сохраняя как название, так и основные функции. С 2011 года, после вступления в силу Федерального закона «О полиции» от 7 февраля 2011 года, этот ежегодный профессиональный праздник трансформировался в России в «День сотрудника органов внутренних дел Российской Федерации».

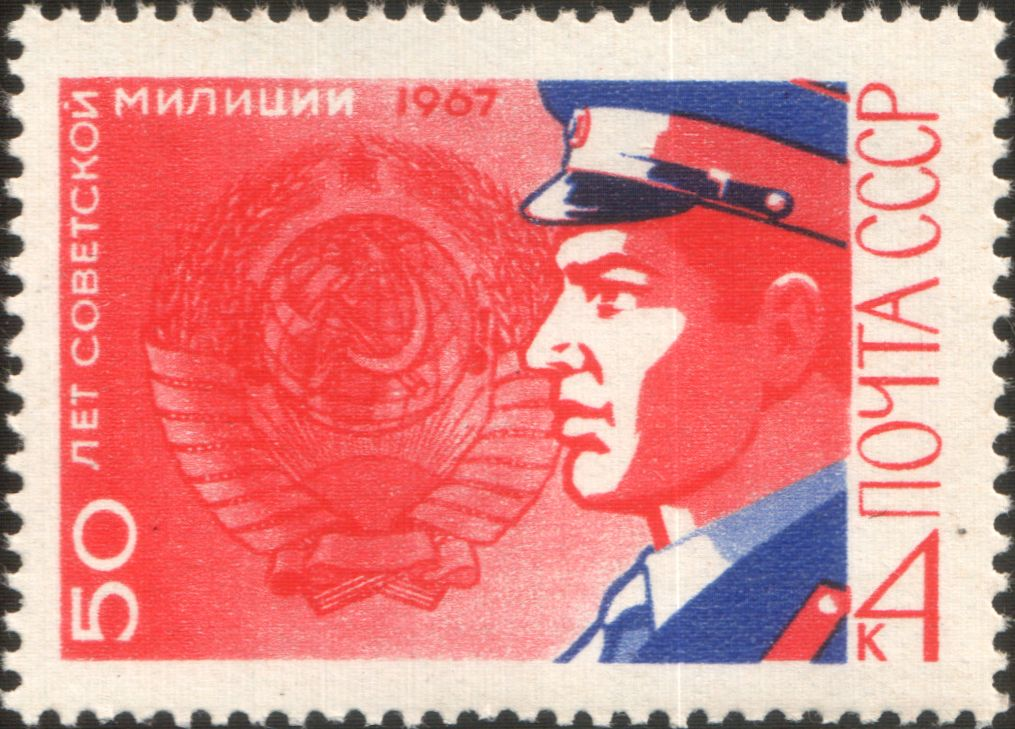
50 лет советской милиции. Почтовая марка СССР, 1967 год

Таким образом, рабоче-крестьянская милиция была учреждена декретом первого Советского правительства, но милицейские органы не имели постоянной основы, чёткой штатной структуры и были, фактически, добровольческими парамилитарными формированиями. Около года после этого милиции, как государственной службы, не существовало: были только красные и белые отряды вооружённых сторонников различных партийных течений. На местах, ранее занимаемых полицейскими участками, депутаты различных Советов создавали и поддерживали собственные милицейские формирования, которые вскоре были реорганизованы.
В марте 1918 года комиссар НКВД поставил перед правительством вопрос о воссоздании милиции в качестве государственного органа. 10 мая 1918 года коллегия НКВД приняла распоряжение: «Милиция существует как постоянный штат лиц, исполняющих специальные обязанности, организация милиции должна осуществляться независимо от Красной Армии, функции их должны быть строго разграничены». На его основании были сформированы организационные документы, составлен проект «рабоче-крестьянской милиции».
25 июля 1918 года на базе ведомственной судоходной охраны Главного управления водного транспорта была учреждена речная милиция, находившаяся в ведении НКВД РСФСР.
21 октября 1918 года НКВД и НКЮ утвердили «Инструкцию об организации советской рабоче-крестьянской милиции».
18 февраля 1919 года Всероссийский Центральный Исполнительный Комитет (ВЦИК) утвердил Декрет «Об организации железнодорожной милиции и железнодорожной охраны».
9 декабря 1921 года по инициативе Ф. Э. Дзержинского принят Декрет ВЦИК и СТО РСФСР, в соответствии с которым железнодорожная и водная милиции упразднялись. На их базе в структуре НКПС РСФСР была создана Вооружённая охрана путей сообщения. Дата создания службы стала профессиональным праздником — Днём ведомственной охраны железнодорожного транспорта.
6 февраля 1924 года было принято Постановление СНК РСФСР о создании ведомственной милиции и утверждено Положение о ведомственной милиции. Она создавалась для охраны имущества государственных предприятий и учреждений, а также частных организаций, имеющих государственное значение и охраны правопорядка в пределах территории, занимаемых этими объектами. Ведомственная милиция создавалась на договорных началах с администрацией народнохозяйственных объектов, которые она охраняла и содержалась за их счёт.

## 1924—1941 годы
Один из первых случаев привлечения добровольцев для оказания помощи органам милиции имел место в 1926 году в Ленинграде (приказ начальника милиции Ленинграда № 120 за 1926 год), в соответствии с которым на ряде промышленных предприятий и в учреждениях города были созданы комиссии общественного порядка (КОП), в 1927 году в городе работали 240 комиссий, объединявших 2300 активистов. Комиссии оказали значительную помощь в работе с пьяницами и борьбе с хулиганством.
В 1929 году было разработано Положение об обществах содействия милиции.

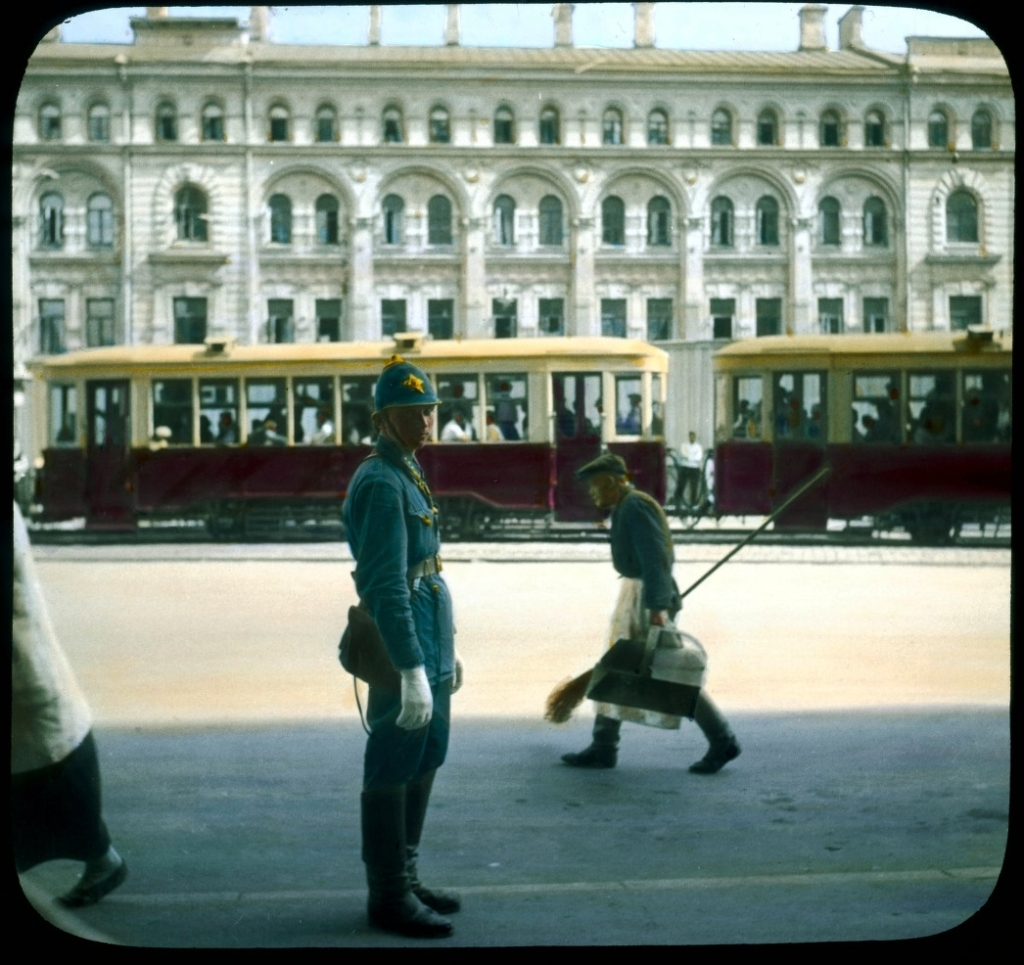
Милиционер в Москве, 1931 год

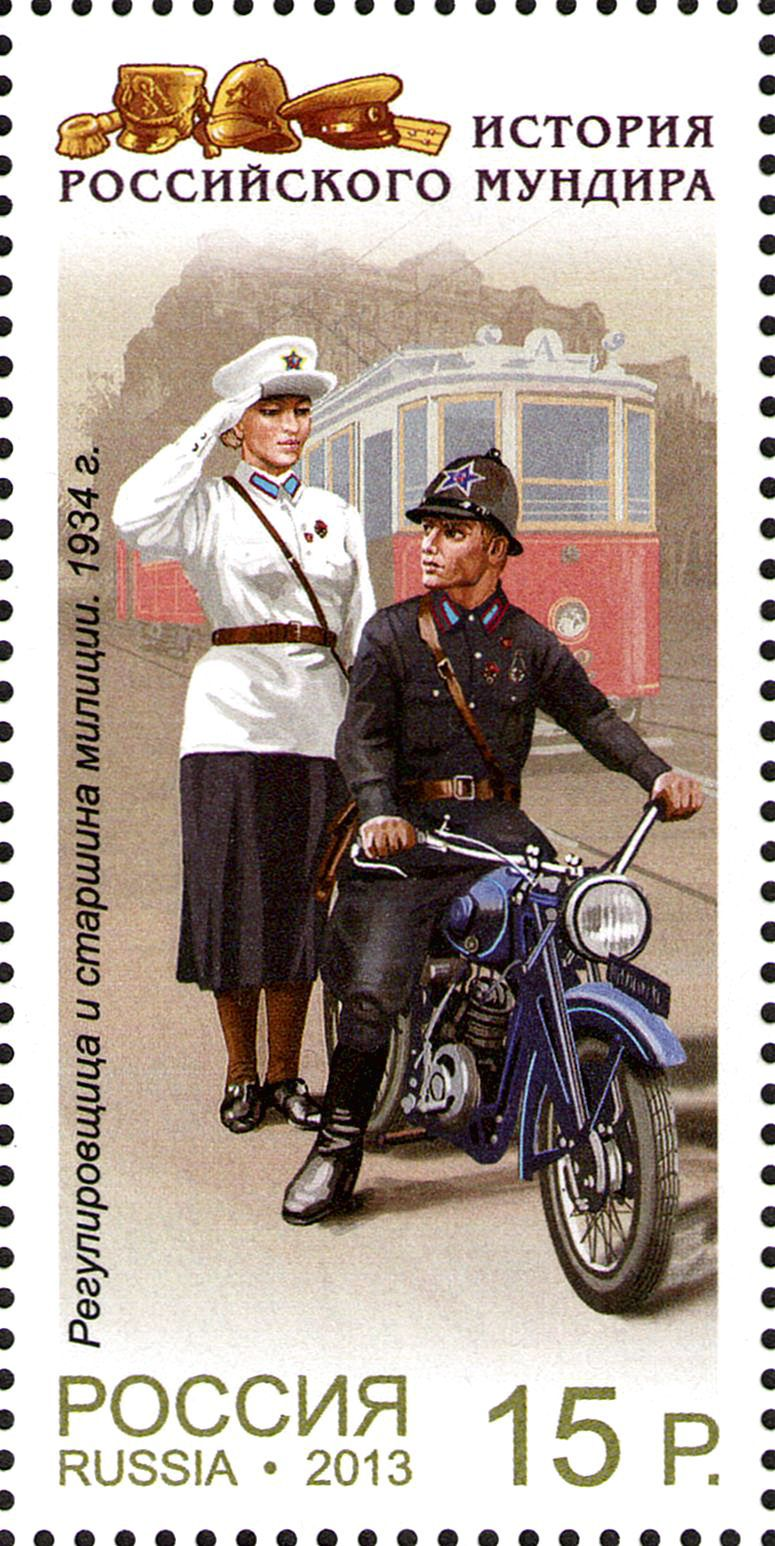
Регулировщица и старшина милиции. 1934 года. Почтовая марка России. 2013 год

25 мая 1930 года было принято постановление СНК РСФСР «Об обществах содействия органам милиции и уголовного розыска». 26 апреля 1932 года СНК РСФСР принял постановление «О реорганизации обществ содействия органам милиции и уголовного розыска», в соответствии с которым общества содействия органам милиции были преобразованы в бригады содействия милиции (бригадмил), которые создавались при отделениях милиции.
В 1931 году в милиции Москвы впервые был создал отдел регулирования уличного движения (ОРУД), 1936 году были созданы подразделения Государственной автомобильной инспекции (ГАИ).
15 декабря 1930 года ЦИК СССР и СНК СССР приняли постановление «О ликвидации наркоматов внутренних дел союзных и автономных республик». 31 декабря 1930 года ВЦИК и СНК РСФСР приняли постановление «О мероприятиях, вытекающих из ликвидации наркомвнудела РСФСР и наркомвнуделов автономных республик», которым руководство и управление органами милиции и уголовного розыска было возложено на созданное при СНК РСФСР Главное управление милиции и уголовного розыска.
10 июля 1934 года ЦИК СССР принял постановление «Об образовании общесоюзного Народного комиссариата внутренних дел СССР». В состав НКВД СССР вошло Главное управление рабоче-крестьянской милиции.
В 1937 году были созданы отделы по борьбе с хищениями и спекуляцией (ОБХСС).
Во время «Большого террора» 1937—1938 годов репрессии проводились не только органами госбезопасности. В областных и краевых управлениях милиции определялись лимиты на аресты «социально-вредного» и уголовного элемента, которые доводились до местных начальников. Работники милиции арестовывали облавами ранее судимых, бездомных, беспаспортных, неработающих, нередко задерживали и тех, кто приходил в милицию, чтобы заявить об утере документов.  Им выносили приговоры во внесудебном порядке так называемые «милицейские тройки».

## Великая Отечественная война

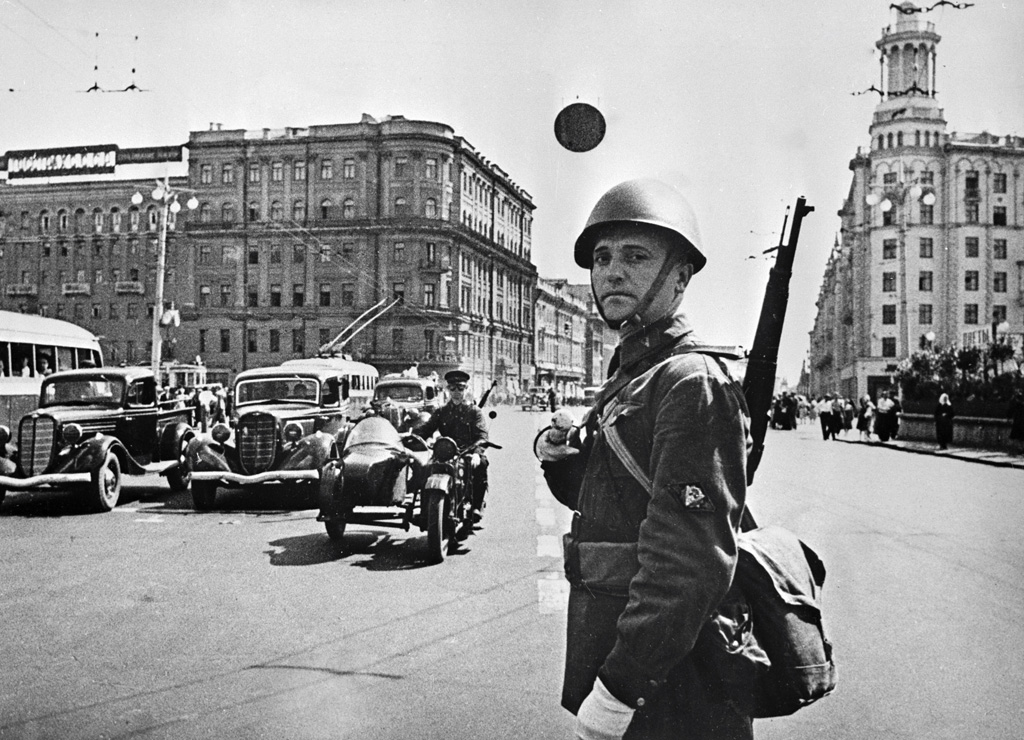
Сотрудник ОРУД в шлеме СШ-40 и с карабином Мосина обр. 1938 г. стоит на посту на улице Горького. СССР, РСФСР, Москва. Август 1941 года

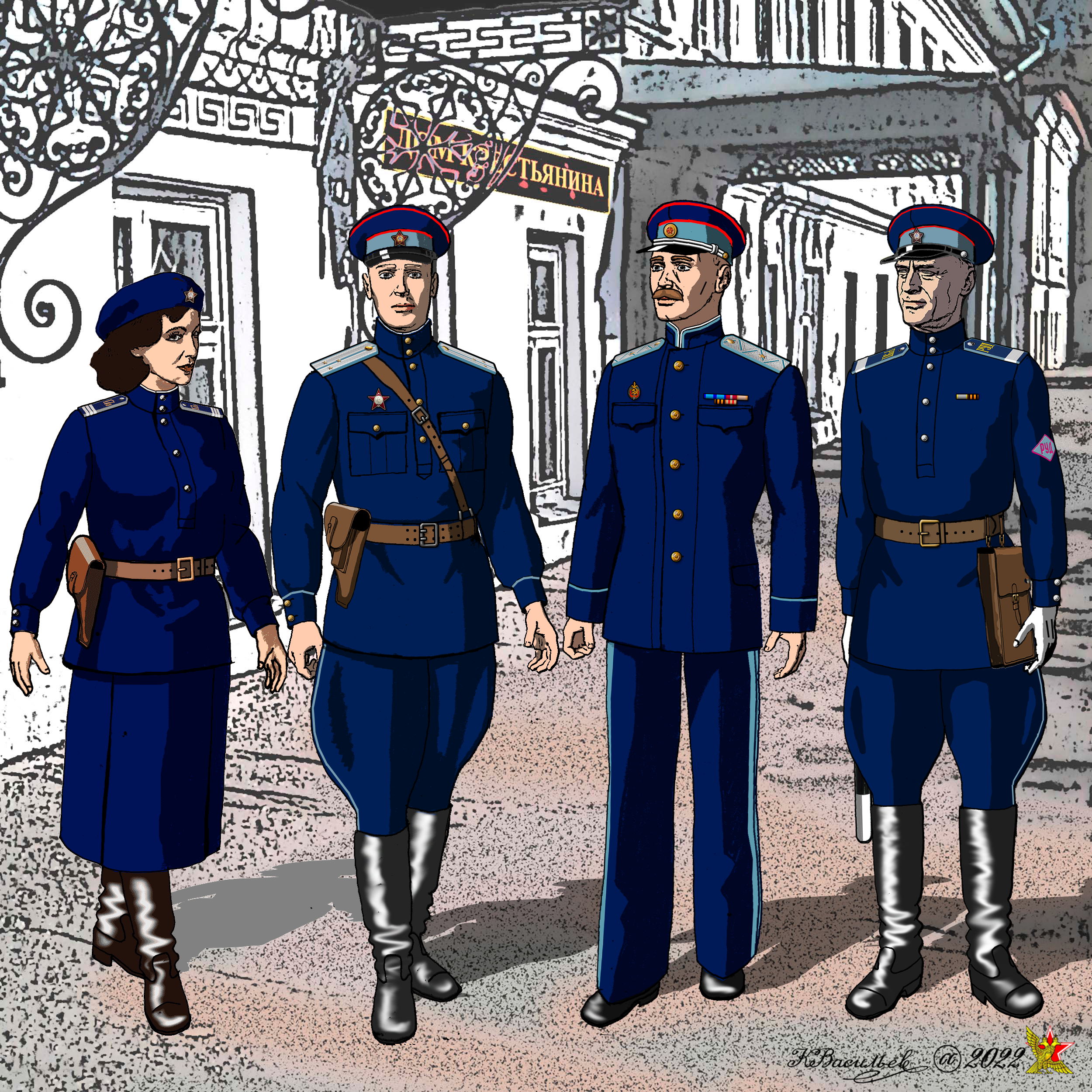
Униформа советской милиции 1943 года

22 июня 1941 года началась Великая Отечественная война. При обороне Москвы были созданы специальные отряды из милиции. 9 октября 1941 года начальник Управления НКВД Москвы издал приказ, в котором говорилось:
В целях лучшей управляемости и сплочения всего личного состава НКВД и милиции в военных условиях, а также повышения боевой подготовки приказываю моему заместителю В.Н. Романченко сформировать из личного состава Управления гормилиции, райотделов НКВД и милиции г. Москвы отдельную дивизию. Начальнику Управления пожарной охраны г. Москвы майору госбезопасности И.Н. Троицкому — отдельную бригаду. Заместителю по кадрам т. Запевалину — из сотрудников НКВД особый батальон.
19 октября 1941 года Государственный комитет обороны ввёл в Москве осадное положение. В условиях осаждённого города московская милиция была переведена на режим военного времени (двухсменный режим работы по 12 часов, казарменное положение, отмена отпусков) и действовала под девизом: «Милицейский пост — это тоже фронт».
В Ленинграде с 30 июня 1941 года силами ленинградского Управления НКВД была организована заградительная линия с сетью контрольно-пропускных пунктов, создание которых помогло на въезде в город задержать немало вражеских разведчиков. В сентябре 1941 года Вермахт заблокировал все сухопутные дороги к городу. Во время 900-дневной блокады Ленинграда милиционеры принимали активное участие и в боевых действиях в составе частей регулярной Красной Армии и войск НКВД. Сотрудники милиции поддерживали порядок на единственной дороге, связывающей город с «большой землёй» — Дороге жизни. Особое место в работе ленинградской милиции занимала организация МПВО. Каждый район города делился на участки МПВО, соответственно милицейским участкам. Каждый начальник отделения милиции являлся начальником МПВД участка, а участковый уполномоченный — МПВО квартала.

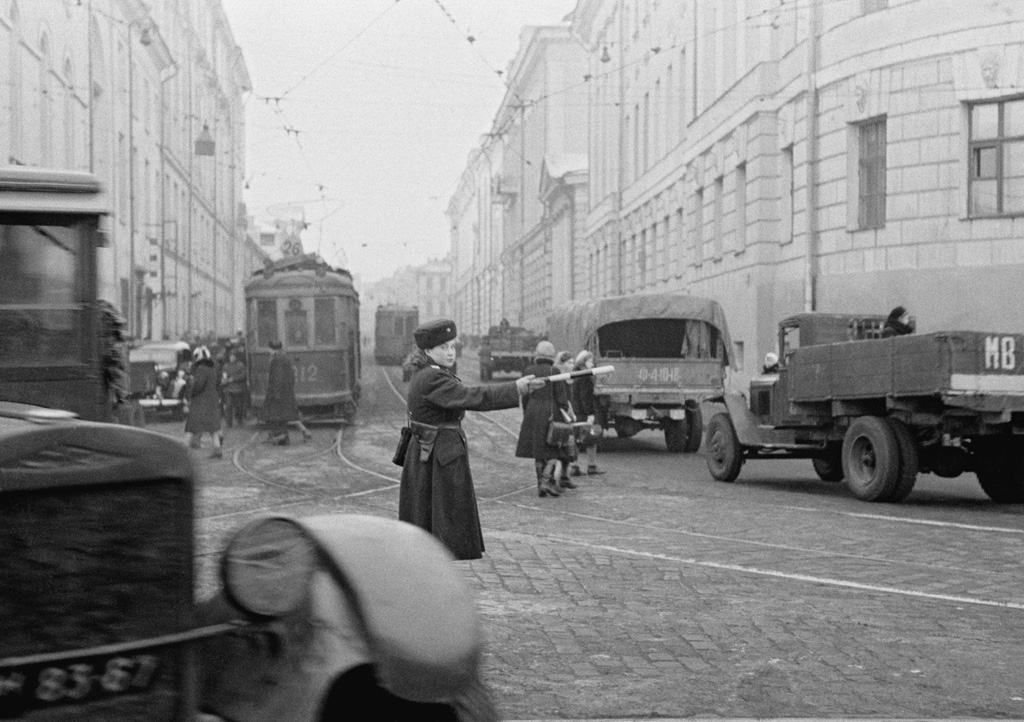
Регулировщица ОРУДа на Большой Никитской улице Москвы, ноябрь 1945

## Послевоенный период
В 1946 году НКВД СССР был переименован в МВД СССР. В 1949 году Главное управление милиции было передано из МВД СССР в МГБ СССР, а в 1953 году было возвращено в состав МВД СССР.
В 1956 году было принято Постановление Совета министров СССР и ЦК КПСС «О мерах по улучшению работы Министерства внутренних дел СССР». Оно предусматривало реорганизовать управления МВД и управления милиции в областях и краях в единые управления внутренних дел исполнительных комитетов областных (краевых) Советов депутатов трудящихся, а отделы (отделения) милиции в городах и районах преобразовать в отделы (отделения) милиции исполнительных комитетов городских и районных Советов депутатов трудящихся. Также было решено вернуть опытных работников милиции с руководящей работы на оперативную, укрепить кадры милиции.
ЦК КПСС и Совет Министров СССР 2 марта 1959 года приняли постановление «Об участии трудящихся в охране общественного порядка в стране». Это постановление стало основным нормативно-правовым документом, определившим задачи, полномочия и формы организации добровольных народных дружин.
В январе 1960 года руководство СССР во главе с Н.С. Хрущёвым приняло решение о ликвидации МВД СССР и передаче его функций министерствам внутренних дел союзных республик, чтобы сократить расходы на государственный аппарат и увеличить полномочия союзных республик. В дальнейшем даже предусматривалась постепенная ликвидация части органов внутренних дел и передача их функций общественным организациям («опора на общественность»). Эта реформа была оформлена Указом Президиума Верховного Совета СССР от 13 января 1960 года. Деятельностью по охране правопорядка в России занялось МВД РСФСР. Затем Указом Президиума Верховного Совета РСФСР от 30 августа 1962 года МВД РСФСР было преобразовано в Министерство охраны общественного порядка РСФСР (МООП РСФСР). Аналогичные решения были приняты и в других союзных республиках. Значительно уменьшилась штатная численность милиции, сократилось финансирование по всем направлениям, включая оперативно-розыскную деятельность. Деятельность милиции в этот период регламентировалось Положением о советской милиции от 17 августа 1962 г.

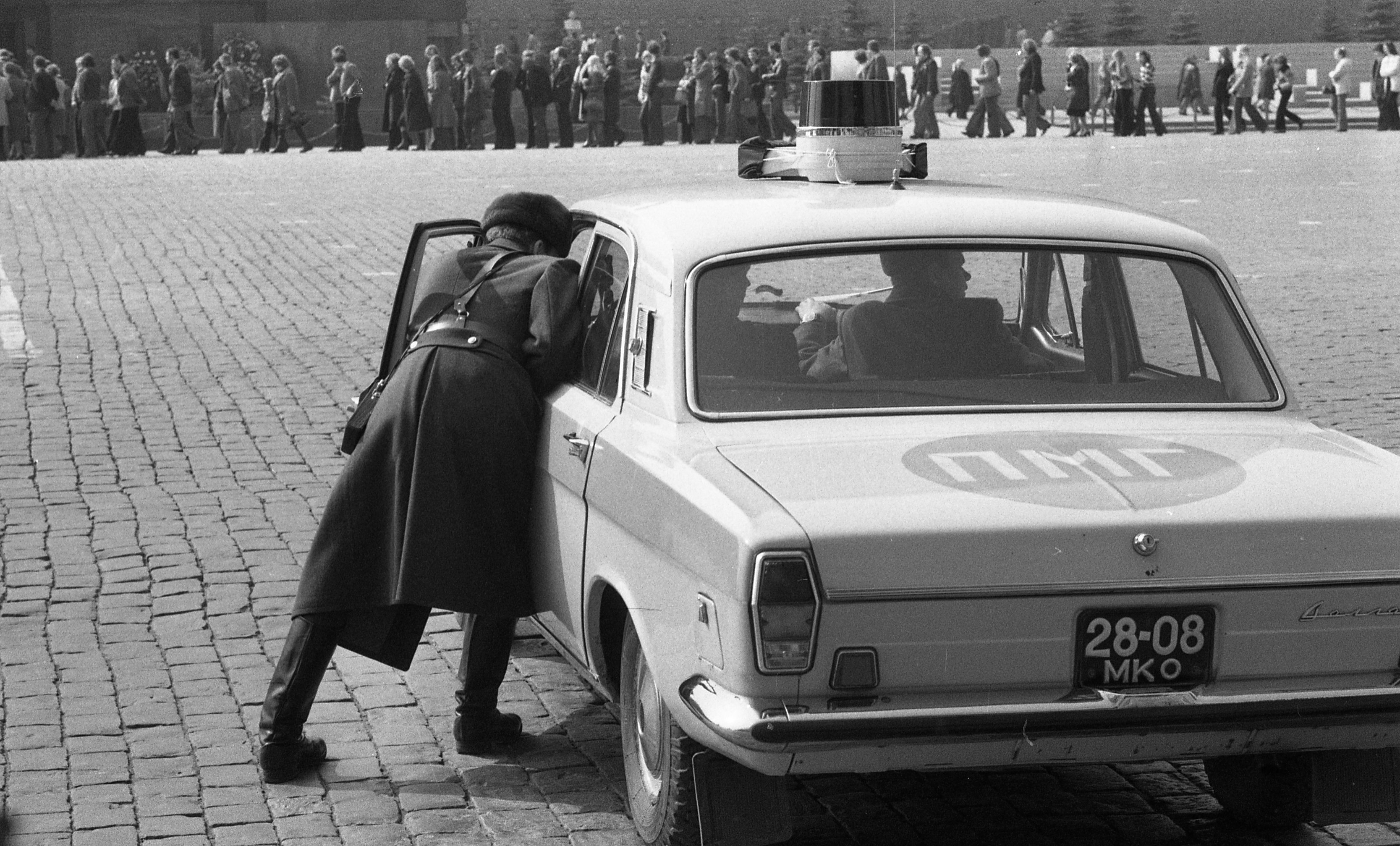
Милиционер у милицейского автомобиля ГАЗ-24 («Волга») на Красной площади в Москве, 1977 год

26 июля 1966 года Президиум Верховного Совета СССР принял указ «О создании союзно-республиканского министерства охраны общественного порядка СССР». Так было восстановлено централизованное управление органами милиции в СССР. 17 сентября 1966 года Президиум Верховного Совета РСФСР упразднил Министерство охраны общественного порядка РСФСР в связи с возложением его функций на МООП СССР.
С 25 декабря 1967 года советская милиция была переведена на два выходных дня в неделю, до этого у милиционеров был только один выходной день еженедельно.
19 ноября 1968 года ЦК КПСС и Совет министров СССР приняли постановление «О серьезных недостатках в деятельности милиции и мерах по дальнейшему ее укреплению». 25 ноября 1968 года Президиум Верховного Совета СССР принял указ «О переименовании Министерства охраны общественного порядка СССР в Министерство внутренних дел СССР». Управления охраны общественного порядка исполкомов краевых и областных Советов депутатов трудящихся были переименованы в управления внутренних дел краевых, областных исполкомов Советов депутатов трудящихся.
Постановлением Совета министров СССР №385 от 8 июня 1973 года было утверждено «Положение о советской милиции». 8 июня 1973 года также был издан указ Президиума Верховного Совета СССР «Об основных обязанностях и правах советской милиции по охране общественного порядка и борьбе с преступностью».
Попытки поднять престиж советской милиции начались при министре внутренних дел Николае Щелокове, поставившем рекорд пребывания на этом посту (с 1966 по 1982 год). При нём была повышена заработная плата сотрудников милиции, начались ежегодные концерты в честь Дня милиции с привлечением звёзд эстрады. Но скандалы вокруг Щелокова и его первого заместителя, зятя Брежнева Юрия Чурбанова, приговоренного в 1988 году к 12 годам заключения за взяточничество, сильно подорвали престиж милиции. Попытку борьбы с коррупцией в милиции предпринял в 1982-1985 годах преемник Щелокова, выходец из КГБ, Виталий Федорчук. При нем за два с небольшим года были уволены из милиции  около 90 тысяч человек (по другим данным — 220 тысяч, но в это число, по-видимому, входят уволенные по возрасту и болезни). При этом Федорчук не любил научные и аналитические подразделения МВД, которые считал прибежищем высокооплачиваемых бездельников. Всех управленцев и преподавателей учебных заведений МВД в званиях до подполковника, а в Москве — до полковника включительно, он заставлял в свободное время патрулировать улицы в качестве рядовых милиционеров.
Первым штатным специальным подразделением милиции стал отряд милиции особого назначения ГУВД по городу Москве, образованный 9 ноября 1978 года.
3 октября 1988 года министр внутренних дел СССР издал приказ о создании отрядов милиции особого назначения (ОМОН).
Важной вехой в истории советских правоохранительных органов стало принятие СССР в число членов Интерпола в октябре 1990 года. 1 января 1991 года в составе МВД СССР было создано Национальное центральное бюро (НЦБ) Интерпола.
Приказом МВД №0014 от 15 ноября 1988 года было создано 6-е Управление (по борьбе с организованной преступностью). В феврале 1991 года оно было преобразовано в Главное управление по борьбе с наиболее опасными преступлениями, организованной преступностью, коррупцией и наркобизнесом.
6 марта 1991 года был принят новый Закон СССР «О советской милиции».